# Preseli Hills
Le Preseli Hills o Preseli Mountains (in gallese: Mynydd Preseli o Mynydd Preselau o Y Preseli o Y Preselau) sono un gruppo di colline del Galles sud-occidentale, situate nella parte settentrionale della contea del Pembrokeshire. Sono situate in gran parte all'interno del parco nazionale costiero del Pembrokeshire.
La catena collinare si estende dalla zona di Newport a ovest fino a  Crymych a est, per circa 21 km. Le Preseli Hills si ergono fino ad un'altezza massima di 536 m s.l.m. a Foel Cwmcerwyn. L'antico sentiero che percorre la catena è noto come Golden Road.
Le Preseli Hills ospitano un ecosistema vario, numerosi siti preistorici e sono una meta turistica apprezzata. L'area è caratterizzata da insediamenti sparsi e piccoli villaggi.

Preseli Hills

## Geografia
Le Preseli Hills si trovano a sud di Newport e Nevern. Non ci sono laghi naturali nell'area, ma diversi fiumi e corsi d'acqua nascono qui.

## Territorio
Il terreno è composto in gran parte da brughiere e prati.

## Villaggi
- Blaenffos
- Brynberian
- Crosswell
- Crymych
- Cwm Gwaun
- Dinas Cross
- Glandy Cross
- Mynachlog-ddu
- New Inn
- Pentre Galar
- Puncheston
- Rosebush
- Tafarn-y-Bwlch

## Demografia
L'area attorno alle Preseli Hills è scarsamente popolata.

## Flora & Fauna
Nell'area delle Preseli Hills crescono numerose piante e vivono varie specie di invertebrati, molti dei quali piuttosto rari.

## Archeologia
Nell'area delle Preseli Hills sono stati rinvenuti numerosi siti preistorici. Tra questi figurano alcuni cerchi di pietre risalenti all'Età del Bronzo, dei forti dell'Età del Ferro e dei tumuli sepolcrali risalenti all'Età del Bronzo e al Neolitico; da segnalare, inoltre, la cosiddetta "Golden Road", un'antica strada risalente forse al Neolitico. Tra gli altri, Bedd Arthur, Mynydd Carningli, Carn Menyn, Carreg Coetan Arthur, Temple Druid, e Pentre Ifan.
Provengono inoltre da questa zona alcune delle pietre utilizzate a Stonehenge.